# Cairn con patio

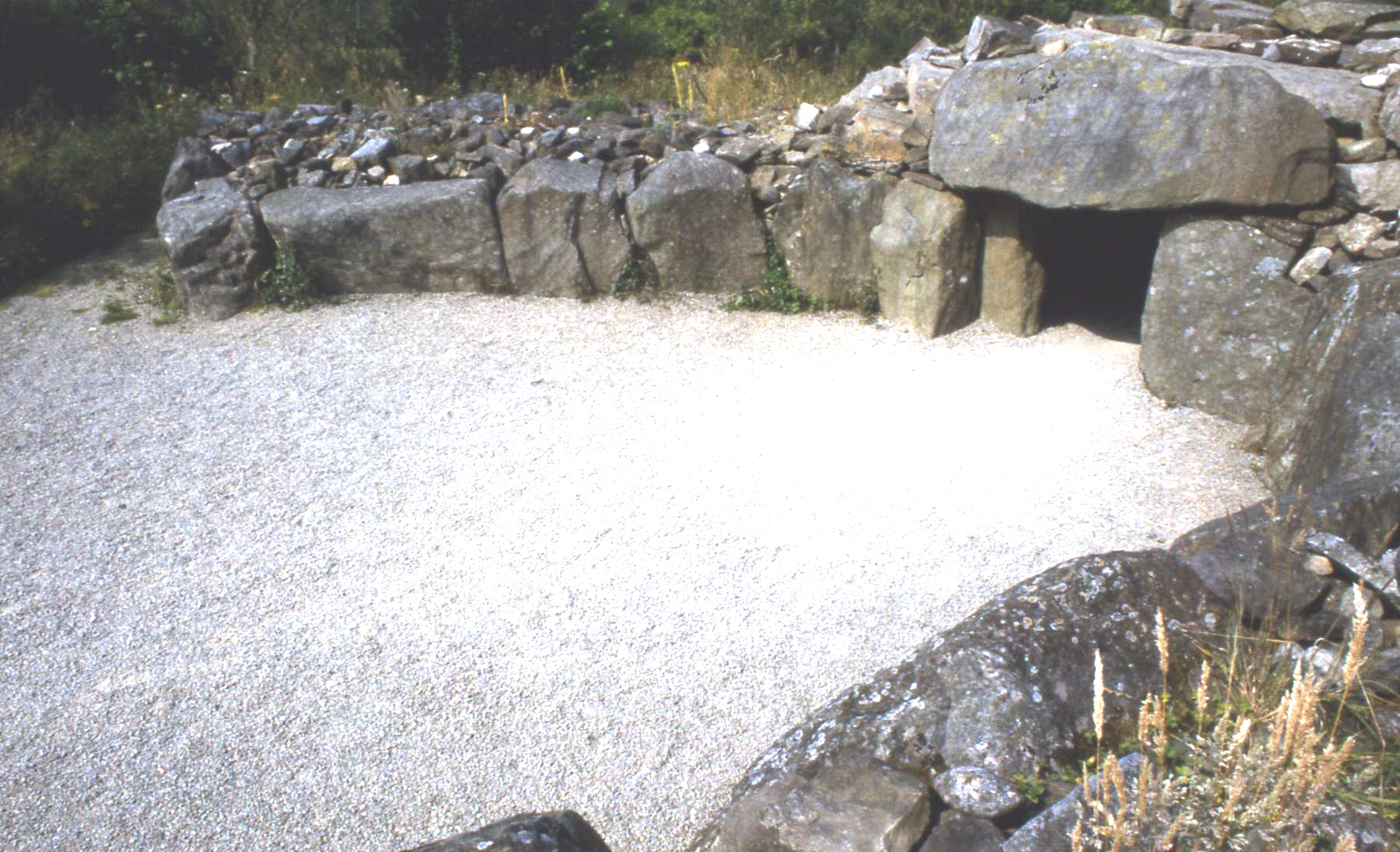
Patio delante del acceso a un cairn reconstruido en Ulster.

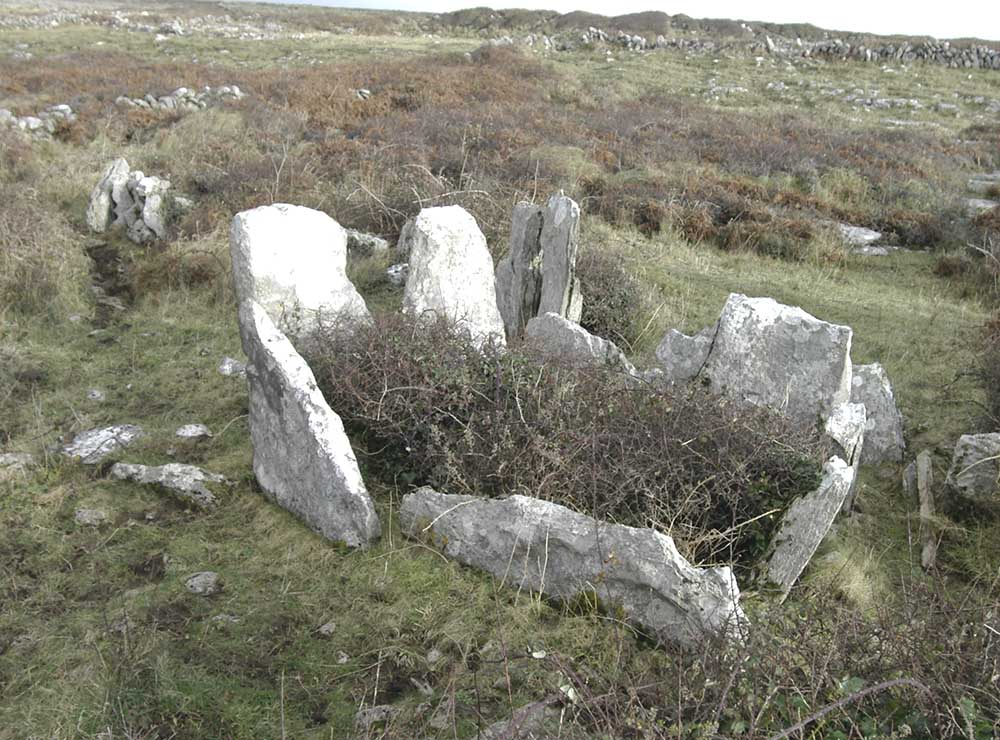
Restos de la cámara del cairn con patio de Teergonean. El patio no es visible en la fotografía.

Un cairn con patio (en inglés court cairn) es una cámara funeraria megalítica que se encuentra habitualmente en el suroeste de Escocia (donde se les conoce como tumbas clyde, en inglés clyde tombs) y el centro y norte de Irlanda (donde se las denomina tumbas con patio, en inglés court tombs). La mayoría de cairns con patio parecen haber sido construidos a principios del período Neolítico, alrededor de 3 500 a. C. pero muchos permanecieron en uso hasta tan tarde como la transición a la Edad del Bronce, c. 2 200 a. C. Otras denominaciones son: tumbas Clyde Carlingford (en inglés Clyde Carlingford tombs) o cairns en cuerno (en inglés horned cairns).

## Forma y propósito

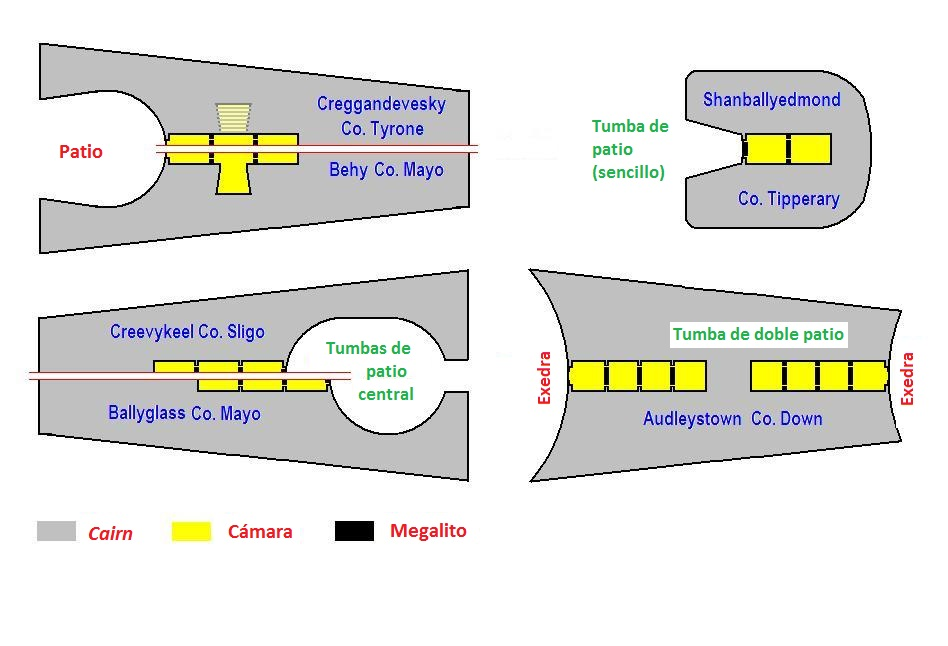
Distintas morfologías de cairn con patio, según forma y distribución respecto a los demás elementos.

Los cairns con patio fueron cámaras rectangulares de entierro. Se distinguen por su patio de forma ovalada, sin techo, anexo al cairn en sí. Grandes losas de piedra se utilizaron para hacer las paredes que eran cubiertas, en la cámara, por otra gran losa para crear un techo.
Aunque no existe una certeza en cuanto al uso concreto existen resto que hacen creer que, por lo general, tenían dos funciones: las cámaras servían como tumba y el patio para dar cabida a un ritual. Ciertos objetos fueron enterrados a menudo con las personas fallecidas, los primeros agricultores megalíticos, lo que indica que en este tiempo se creía en la vida después de la muerte.

## Ejemplos de cairns con patio
- Cloghanmore, en Irlanda.
- Creevykeel, en Irlanda.